# Stemma del Regno di Jugoslavia

Lo stemma del Regno di Jugoslavia

Lo stemma del Regno di Jugoslavia riproduceva con alcune modifiche lo Stemma della Serbia e incorporava i simboli serbi, croati e sloveni a rappresentare le nazioni che formavano il nuovo Stato. Al tempo della formazione del regno i Bosgnacchi erano considerati musulmani croati o musulmani serbi e macedoni e montenegrini erano considerati serbi.
Lo stemma riproduceva in campo rosso, colore tradizionale della Serbia, l'emblema della precedente dinastia degli Obrenović che era stato utilizzato per la prima volta nel 1882 e riproduceva un'aquila bicipite propria della dinastia dei Nemanjić, ricavata a sua volta dalla dinastia dei Paleologhi dell'Impero Bizantino. L'aquila aveva le ali spiegate color argento e zampe e becco di color oro, mentre in basso non erano presenti i due gigli dorati che sono presenti nello Stemma della Serbia. Al centro uno scudo in cui erano raffigurati la Croce serba, la šahovnica (scacchiera) croata e il simbolo della Slovenia, creato nell'occasione con tre stelle dorate a sei punte in campo blu. Lo stemma era sormontato da una corona ed era attorniato da un manto di ermellino, indossato secondo l'uso antico dai re serbi.
La versione minore dello stemma era priva del manto di ermellino ed era presente nell'insegna navale militare.